# Lúcia Nóbrega
Lúcia Nóbrega é uma roteirista de quadrinhos brasileira. Trabalhou nos Estúdios Mauricio de Sousa e na Abril Jovem, onde desenvolveu roteiros para revistas em quadrinhos da Disney e dos Trapalhões. Lúcia também foi responsável pelos roteiros das edições 7 a 9 da HQ Misty, licenciada pela Marvel Comics para a Abril Jovem nos anos 1980. A revista original, com roteiros de Trina Robbins foi publicada apenas até a sexta edição nos Estados Unidos e, para dar continuidade à série no Brasil, os roteiros foram assumidos por Lúcia e os desenhos, por Watson Portela. Em 1996, Lúcia ganhou o Prêmio Angelo Agostini na categoria "melhor roteirista".